# Hrabstwo Magoffin

Piramida wieku hrabstwa

Hrabstwo Magoffin – hrabstwo w USA, w stanie Kentucky. Według danych z 2010 roku, hrabstwo zamieszkiwały 13333 osoby. Siedzibą hrabstwa jest Salyersville.